# Îles Swan
Pour les articles homonymes, voir Swan.
Les îles Swan (Las Islas del Cisne en espagnol, Swan Islands en anglais, c'est-à-dire littéralement les îles du Cygne) sont des îles situées dans la mer des Caraïbes, les plus septentrionales du département des Islas de la Bahía, au Honduras.

## Géographie
Les trois îles principales sont Great Swan (2 km2), Little Swan (1,2 km2) et Booby Cay (0,01 km2). Elles sont situées au Sud de la fosse des Caïmans.
|                                        |
| Les îles Swan dans la baie du Honduras |

|                                      |
| Les îles Swan depuis l'espace (NASA) |

|                         |
| Carte nautique de l'île |

## Histoire
Les îles Swan tirent leur nom du capitaine pirate du Cygnet, Charles Swan qui les visita à la fin du XVIIe siècle et s'en serait servi comme base.
En 1863, elles furent revendiquées par les États-Unis en se fondant sur la loi de 1856 sur le guano.
Le Honduras revendiqua également ces îles, ce qui n’empêcha pas le gouvernement américain du président Lincoln d'accorder par l'intermédiaire du secrétaire d’État Seward, un titre de propriété à la New York Guano Company.
Peu après le début du XXe siècle, cette compagnie abandonna l'exploitation du guano et l'île fut abandonnée.
En 1904, elles furent revendiquées par le capitaine Alonzo Adams venu de Mobile (Alabama), apparemment sans suite.
À partir de 1914, le Bureau météorologique des États-Unis y installa une station météorologique, qui fut entretenue plus ou moins régulièrement.
À partir de 1909, la United Fruit Company y exploite une plantation de cocotiers. L'exploitation cesse lorsqu'un ouragan détruit la plantation.
Durant les années 1920-1930, le Honduras effectua plusieurs incursions vers ses îles, mais furent avertis par les États-Unis de se tenir au large.
En 1960, la société Gibraltar Streamship Corporation, basée à New-York, installa un émetteur radio sur l'île, qui commença à émettre sous le nom de Radio-Swan des programmes farouchement hostiles au régime de Cuba.
Cela culminera durant l'opération de la baie des Cochons, Radio-Swan diffusant alors en plus de ses programmes de propagande, des codes destinés aux envahisseurs, ainsi que des ordres de mouvement de troupes. Elle continuera d'ailleurs à émettre de tels ordres y compris après l'échec de l'invasion, provoquant la colère de survivants tentant d'échapper à la débâcle. À la suite de cette intervention un peu trop marquée, la Gibraltar Streamship Corporation céda le bail à la Vanguard Service (même adresse), qui poursuivit l'émission de programmes anticastristes sous le nom de Radio-Américas. Cette station émettait encore en 1964.
En 1972, les États-Unis abandonnent leur revendication territoriale au profit du Honduras, ainsi que toutes les installations meubles et immeubles de l'île. En contrepartie, le Honduras a la charge de maintenir, entretenir et faire fonctionner ces installations (météorologique, de radionavigation et de transmission).
En octobre 1998, les îles sont frappées par l'ouragan Mitch, avec des vents atteignant 285 km/h.

## Biodiversité
La faune des îles n'est pas semblable à celle du Honduras mais antillaise.
Parmi les taxons endémiques des îles Swan, on peut citer :
- Anolis nelsoni Barbour, 1914 ;
- Dendroica vitellina nelsoni Bangs, 1919 une sous-espèce de la Paruline des Caïmans ;
- Cubophis cantherigerus brooksi (Barbour, 1914) ;
- Aristelliger praesignis nelsoni Barbour, 1914 ;
- Sphaerodactylus notatus exsul Barbour, 1914 ;
- Geocapromys thoracatus True, 1888 est éteinte.